# Memnoch il diavolo
Memnoch il diavolo (1995) è il quinto romanzo delle Cronache dei vampiri della scrittrice Anne Rice, successivo a Il ladro di corpi. In questa storia Lestat de Lioncourt sarà avvicinato dal Diavolo stesso.

## Trama
Dopo aver inseguito e ucciso uno spietato ma affascinante criminale di nome Roger, Lestat è inseguito dal suo fantasma. Nel frattempo diventa incredibilmente paranoico e crede di essere pedinato dal Diavolo; inoltre s'interessa alla figlia di Roger, Dora, una devota e popolare televangelista a cui vuole risparmiare l'imbarazzo di far sapere al mondo che suo padre era un malavitoso.
Lestat incontra veramente il diavolo, che chiama sé stesso "Memnoch". Lui trascina Lestat in un viaggio attraverso Paradiso e Inferno, attraverso le epoche più importanti della storia del mondo. Questo viaggio offre una reinterpretazione dell'intero racconto biblico dal punto di vista del diavolo nello sforzo dello stesso Memnoch di convincere Lestat a unirsi a lui in una nobile battaglia. Memnoch dichiara di non essere malvagio, ma di lavorare per Dio preparando le anime smarrite per l'entrata nel Paradiso. Lestat termina il suo percorso senza sapere se aiutare Memnoch o no.
Dopo il viaggio Lestat è convinto di aver avuto una rivelazione divina. Tra le altre cose pensa di aver assistito alla crocifissione di Cristo e di aver ricevuto il Velo di Veronica; ha anche perso un occhio all'inferno. Racconta la sua storia ad Armand, a David Talbot e a Dora, che lo ha raggiunto a New York. Dora e Armand sono molto interessati dal velo; Dora se ne impossessa e lo rivela al mondo mentre Armand si espone al sole per annunciare alla gente che è accaduto un miracolo.
Alla fine della storia Lestat e David vanno a New Orleans dove incontrano Maharet che gli restituisce l'occhio e porta anche un biglietto di Memnoch. Nel biglietto è scritto che il diavolo lo avrebbe manipolato solamente per i suoi scopi. Lestat, allora, perde il controllo costringendo Maharet a incatenarlo nelle cantine del convento di St. Elizabeth, proprietà dei vampiri, per impedirgli di fare del male a sé stesso e a chi lo circonda. Sul pavimento del convento Lestat cadrà in un coma profondo (a cui si farà riferimento nei romanzi successivi delle "Cronache dei Vampiri").
Si scoprirà in seguito che durante il coma Lestat si trovava fuori dal suo corpo ed era costretto a lavorare da creature angeliche.
Il romanzo prosegue con l'idea già espressa da David Talbot ne Il ladro di corpi per la quale Dio e il Diavolo sono molto di più di quello che credono i cristiani; da notare anche una reinterpretazione della narrazione biblica per creare una storia della Terra, del Paradiso e dell'Inferno che combaci con quella dei vampiri data in La regina dei dannati.

## Personaggi

### Lestat (vampiro)
È il personaggio principale dei tre libri precedenti (Intervista col vampiro ha come protagonista Louis). È stato creato da Magnus, vampiro molto potente che si gettò fra le fiamme subito dopo avergli donato il dono oscuro. Lestat è un vampiro relativamente "buono"; si nutre solo di assassini e serial killer.
Adora infrangere le leggi dei vampiri come, per esempio, quando ne La regina dei dannati, diventa una rock star e rivela la sua vera natura attraverso i testi delle sue canzoni. Altra trasgressione alle regole è la trasformazione di David, studioso settantenne dell'Ordine del Talamasca in vampiro nel libro Il ladro di corpi.

### Dora (umana)
Devota cristiana che ha un programma televisivo. È molto bella e carismatica. È in attesa di un miracolo che le cambi la vita. Dora è la figlia di Roger. Lei non accetta mai niente di ciò che le regala suo padre perché sa che lui è un criminale. Ignorando i consigli degli altri vampiri Lestat le rivela la sua vera identità e lei lo interpreta come il miracolo che tanto aspettava. Quando Lestat le porta il Velo di Veronica, Dora inizia una propria religione.

### Roger (umano)
Roger è un criminale che ha fatto fortuna vendendo cocaina agli adolescenti. Adora sua figlia Dora. Quando la madre di Dora gli chiese il divorzio e cercò di ottenere l'affidamento della bambina lui la uccise. Dora non sa niente di questo fatto. Dopo la sua morte non abbandona Lestat a cui racconta la sua vita e lo supplica di vegliare su sua figlia.

### Dio/Gesù
Dio è un angelo che ha creato gli altri angeli. Non sa come Lui sia stato creato né come abbia creato la vita.

### Diavolo/Memnoch
È l'angelo caduto della leggenda. Lui è stato per molto tempo il "migliore" fra tutti gli angeli, ma ha sempre sfidato Dio e si è sempre chiesto perché la vita deve essere sofferenza e non essere vissuta in Paradiso. Per questo e per altri motivi fu mandato via e incaricato di preparare le anime per l'ingresso all'Altro Mondo.

## Edizioni
- Anne Rice, Memnoch il diavolo, traduzione di Sara Caraffini, V ed., collana TeaDue, Longanesi, 1995,  p. 430, ISBN 978-88-502-0526-4.